# Salgado de São Félix
Salgado de São Félix este un oraș în Paraíba (PB), Brazilia.